# 土橋醇一

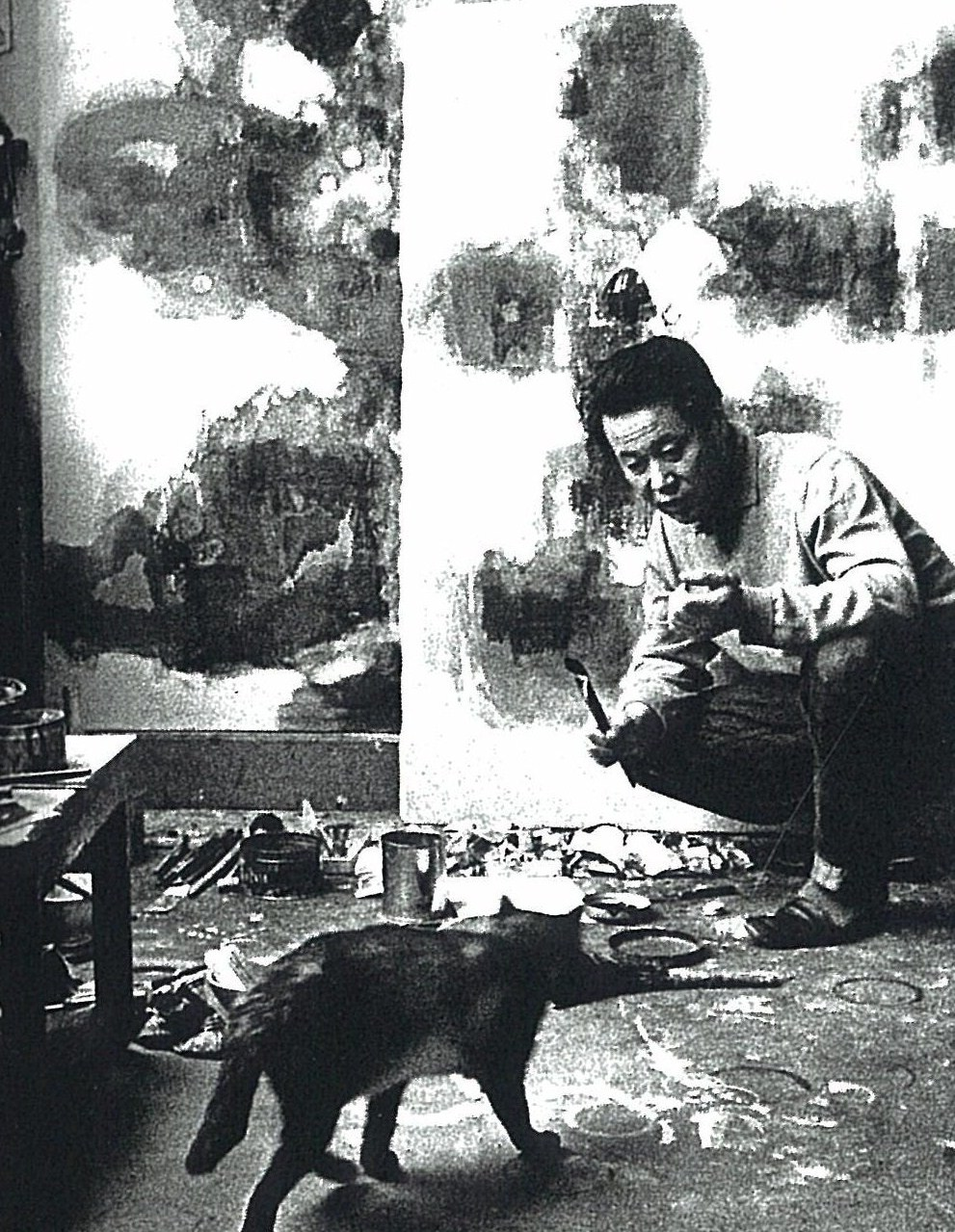
土橋醇一

土橋 醇一（どばし じゅんいち、1910年（明治43年）8月17日 - 1978年（昭和53年）10月30日）は日本の洋画家。別名、土橋 醇（どばし じゅん）。
東京市小石川区に生まれ、1938年東京美術学校油画科卒業、1946年光風会会員、1952年光風会展特賞
1953年から1973年まで渡仏、20年間パリで制作活動を送る。作品は東京国立近代美術館、パリ国立近代美術館等に収蔵されている。